# Liste der Landschaftsschutzgebiete in Salzgitter
Die Liste der Landschaftsschutzgebiete in Salzgitter enthält die Landschaftsschutzgebiete der kreisfreien Stadt Salzgitter in Niedersachsen.
| Bild                                                                                | Nummer       | Bezeichnung des Gebietes                                                                | Fläche in Hektar | WDPA-ID | Koordinaten | Datum der Verordnung |
| ----------------------------------------------------------------------------------- | ------------ | --------------------------------------------------------------------------------------- | ---------------- | ------- | ----------- | -------------------- |
| Obere Sukopsmühle                                                                   | LSG SZ 00001 | Sukopsmühle                                                                             | 28,40            | 324947  | Position    | 1941                 |
|                                                                                     | LSG SZ 00003 | Grüte                                                                                   | 60,00            | 321259  | Position    | 1952                 |
| LSG Thieder Lindenberg                                                              | LSG SZ 00006 | Thieder Lindenberg                                                                      | 39,90            | 325156  | Position    | 1969                 |
| Franzosenbrücke über die Innerste zwischen Hohenrode und Ringelheim                 | LSG SZ 00007 | Innerstetal zwischen Salzgitter-Hohenrode und Salzgitter-Ringelheim                     | 157,00           | 321932  | Position    | 1964                 |
| weitere Bilder                                                                      | LSG SZ 00008 | Waldgürtel zwischen Salzgitter-Osterlinde und Salzgitter-Bad (Salzgitterscher Höhenzug) | 2176,90          | 325610  | Position    | 1966                 |
| Salzgitterscher Höhenzug – Greifpark Salzgitter-Bad – „Glacier“ von James Reineking | LSG SZ 00009 | Landschaftsteil südlich Salzgitter-Bad zwischen Windmühlenberg und Schäferstuhl         | 488,70           | 326013  | Position    | 1966                 |
|                                                                                     | LSG SZ 00010 | Beddinger Holz und Langes Holz                                                          | 234,00           | 319846  | Position    | 1976                 |
|                                                                                     | LSG SZ 00011 | Flotheniederung                                                                         | 134,00           | 320837  | Position    | 1989                 |